# 보성정보통신고등학교
보성정보통신고등학교는 전라남도 보성군 복내면에 있었던 공립 고등학교이다.

## 학교 연혁
- 1974년 5월 4일 : 복내고등학교로 개교
- 1997년 3월 1일 : 보성복내종합고등학교로 변경
- 2008년 3월 1일 : 보성정보통신고등학교로 변경
- 2014년 3월 1일 : 벌교상업고등학교와 통합으로 인해 40년만에 폐교[1]

## 같이 보기
- 보성복내중학교